# Jacques Willemetz
Jacques Willemetz (* 3. Mai 1921 in Paris, Frankreich; † 14. Juni 2008 ebenda) war ein französischer Filmproduzent und Synchronregisseur.

## Leben
Willemetz begann seine filmische Laufbahn gleich nach Ende des Zweiten Weltkriegs. Seine erste eigene Arbeit war Autant en emporte l’histoire – La vie privée d’Hitler et d’Eva Braun, eine 1949 hergestellte Dokumentation über das Liebesleben von Adolf Hitler und Eva Braun. Es folgten einige wenige weitere Filme, an deren Herstellung sich der gebürtige Pariser mit seiner eigenen Firma Les films Jacques Willemetz beteiligte, darunter mehrfach deutsch-dominierte Produktionen wie Rolf Thieles Lustspiel Das schwarz-weiß-rote Himmelbett, der Edgar-Wallace-Streifen Der Zinker und der im exotischen Milieu spielende Fuchsberger-Krimi Das Mädchen von Hongkong aus der Hand Jürgen Rolands.
Sehr viel bedeutender für Frankreich ist Willemetz’ Rolle als Synchronregisseur. In dieser Funktion stellte er französischsprachige Fassungen von einer eine Fülle internationaler Spielfilme her, darunter auch eine Reihe deutschsprachiger Streifen wie die Sissi-Filme mit Romy Schneider, mit Mädchen in Uniform einen weiteren Schneider-Film sowie sämtliche Jerry-Cotton-Filme der Jahre 1965 bis 1969. Weitere Willemetz-Synchronfassungen internationaler Filme, die ab 1946 in französischen Lichtspieltheatern liefen, waren so unterschiedliche Werke wie Topper Returns (eine seiner ersten Arbeiten), Il gattopardo, Il delitto Matteotti, Terminator und RoboCop.

## Filmografie
als Filmproduzent, wenn nicht anders angegeben
- 1949: Autant en emporte l’histoire – La vie privée d’Hitler et d’Eva Braun (auch Schnitt)
- 1949: Interdit au public
- 1954: Le secret d’Hélène Marimon (auch Drehbuch)
- 1962: Der Sohn des Spartakus (Il figlio di Spartaco)
- 1962: Das schwarz-weiß-rote Himmelbett
- 1963: Der Zinker
- 1965: L’or et le plomb
- 1966: Kommissar X – Drei gelbe Katzen
- 1970: Ich schlafe mit meinem Mörder
- 1972: Das Mädchen von Hongkong